# Cmentarz ewangelicki w Poddębicach
Cmentarz ewangelicki w Poddębicach – cmentarz ewangelicki znajdujący się w Poddębicach.
Nekropola została stworzona dla potrzeb poddębickich Niemców – osadników niemieckich sprowadzonych w początkach XIX wieku do Poddębic przez właścicieli dóbr poddębickich – Zakrzewskich.
Cmentarz znajduje się we wschodniej części miasta, przy ulicy Łódzkiej, w pobliżu cmentarza żydowskiego i wysypiska śmieci. Zachował się na nim duży drewniany krzyż i kilka nagrobków z lastriko. W większości nagrobki są zniszczone lub zdemolowane, a cmentarz jest zarośnięty krzakami bzu. W dalszym ciągu jest miejscem grzebalnym.